# Gare de Pontoise
Gare de Pontoise vasútállomás és RER állomás Franciaországban, Pontoise településen.

## Vasútvonalak
Az állomást az alábbi vasútvonalak érintik:
- Saint-Denis–Dieppe-vasútvonal

## Kapcsolódó állomások
A vasútállomáshoz az alábbi állomások vannak a legközelebb:
- Gare de Saint-Ouen-l'Aumône (Gare de Massy - Palaiseau, RER C)
- Gare de Saint-Ouen-l’Aumône-Quartier de l’Église (Paris Gare Saint-Lazare, Transilien J vonal)
- Gare de Saint-Ouen-l'Aumône (Paris Gare du Nord, Gare de Persan - Beaumont, Transilien H)
- Gare d’Osny (Gare de Gisors, Transilien J vonal)

## Lásd még
- Franciaország vasútállomásainak listája
- A párizsi RER állomásainak listája